# Эйткен, Виктор
Уильям Виктор Эйткен (англ. Victor Aitken; 23 мая 1887, Кобург — 31 октября 1962, Суррей-Хиллз) — австралийский легкоатлет, выступавший в беге на длинные дистанции, марафонском беге и спортивной ходьбе. Участник летних Олимпийских игр 1908 года.

## Биография
Виктор Эйткен родился 23 мая 1887 года в пригороде Кобург австралийского города Мельбурн .
Выступал в легкоатлетических соревнованиях за «Кобург Харриерз». Становился чемпионом штата Виктория в ходьбе на 1 милю (1905), в беге на 10 миль (1907, 1909).
В 1908 году вошёл в состав сборной Австралазии на летних Олимпийских играх в Лондоне. Выступал в марафонском беге и не сумел закончить дистанцию, сойдя с неё на 23-й миле из-за приступа сонливости. Также был заявлен в беге на 5 миль и ходьбе на 10 миль, но не вышел на старт.
Умер 31 октября 1962 года в пригороде Мельбурна Суррей-Хиллз.